# Alex Schaf

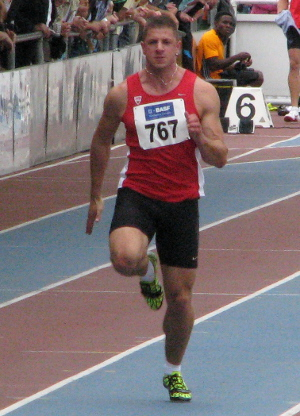
Alex Schaf (2011)

Alexej „Alex“ Schaf (* 28. April 1987 in Lugansk, Ukrainische SSR, Sowjetunion) ist ein ehemaliger deutscher Leichtathlet ukrainischer Herkunft, der auf den 100-Meter-Lauf spezialisiert war.

## Biografie

### Leben in der Ukraine und Übersiedlung nach Deutschland
Alex Schaf wurde in der Sowjetunion geboren und wuchs in seiner Geburtsstadt Lugansk, im Osten der Ukraine, unter ärmlichen Verhältnissen auf. Sein Vater starb, als er noch ein Kind war. Seine Familie mütterlicherseits war deutschstämmig. 1996 übersiedelte Schafs Familie nach Deutschland und ließ sich im baden-württembergischen Sigmaringen nieder. Schaf, der zu diesem Zeitpunkt kein Deutsch sprach, absolvierte dort die Realschule.
Nach seinem Schulabschluss verpflichtete sich Schaf für vier Jahre bei der Bundeswehr und diente u. a. mehrere Monate als Soldat im Kosovo. 2008 begann er eine Ausbildung zum Sport- und Fitnesskaufmann in Friedrichshafen.

### Sportlicher Werdegang
Für die Leichtathletik wurde Schaf erst im Alter von 15 Jahren nach Schulerfolgen und der Teilnahme am Schulsportwettbewerb Jugend trainiert für Olympia entdeckt. Er trainierte daraufhin beim LG Sigmaringen unter Alfred (Aki) Schmid. Mit 17 Jahren konzentrierte sich Schaf auf den 100-Meter-Lauf. 2004 war er mit einer Zeit von 10,83 s schnellster B-Jugendlicher in Württemberg.
Ab seiner Bundeswehrzeit organisierte Schaf sein Training allein und verbesserte sich kontinuierlich. 2009 erzielte er über die 100 Meter eine Zeit von 10,56 s, ein Jahr später verbesserte er sich auf 10,36 s und zählte sowohl in der Halle als auch auf der Freiluftbahn zu den zehn schnellsten Sprintern Deutschlands.
Der nationale Durchbruch als Sportler stellte sich 2011 ein. Anfang des Jahres wechselte Schaf von der LG Sigmaringen zum VfB Stuttgart. Er trainierte zusammen mit Sprintern wie Tobias Unger oder Marius Broening und trat beim Hallen-Fünfländerkampf AVIVA International in Glasgow erstmals international über 60 Meter in Erscheinung. Nach Platz vier bei den Deutschen Hallenmeisterschaften in der persönlichen Bestzeit von 6,70 s gewann Schaf Bronze bei den Deutschen Meisterschaften über die 100 Meter. Ende Juli lief er beim nationalen Leichtathletik-Meeting in Mannheim mit 10,20 s persönliche Bestzeit. Damit war er der einzige deutsche Sprinter, der die B-Norm von 10,21 Sekunden für die Weltmeisterschaften im südkoreanischen Daegu erfüllte. Gemeinsam mit Unger, Broening und Sebastian Ernst bildete er die deutsche 100-Meter-Staffel, die aber nach einem Wechselfehler von Ernst auf Schlussläufer Schaf im Vorlauf ausschied. Im nächsten Jahr blieb Schaf verletzt. In der Folgezeit beendete er seine Sportkarriere.
Alex Schaf lebt in Kirchheim unter Teck und ist bei der Bundeswehr angestellt. Bei einer Körpergröße von 1,77 m betrug sein Wettkampfgewicht 85 kg.

## Erfolge

### Persönliche Bestzeiten
- 100-Meter-Lauf: 10,20 s (2011)
- 60-Meter-Lauf: 6,59 s (2014)

### Platzierungen
- Deutschen Hallenmeisterschaften 2011: 4. Platz über 60 m
- Deutsche Meisterschaften 2011: 3. Platz über 100 m
- Deutschen Hallenmeisterschaften 2014: 3. Platz über 60 m